# Jean-Baptiste Épalle
Jean-Baptiste Épalle SM (ur. 8 marca 1808 w Marlhes, zm. 19 grudnia 1845) – francuski duchowny rzymskokatolicki, marista, misjonarz, biskup, wikariusz apostolski Melanezji i Mikronezji. Pierwszy biskup działający na Melanezji.

## Biografia
Jean-Baptiste Épalle urodził się 10 lutego 1860 w Marlhes we Francji. W 1837 otrzymał święcenia prezbiteriatu i został kapłanem archidiecezji lyońskiej. W lipcu 1838 wstąpił do Towarzystwa Maryi (marystów) i wyjechał na misje na Nową Zelandię. 22 maja 1842 wikariusz apostolski Zachodniej Oceanii Jean-Baptiste Pompallier wysłał go do Europy, aby przedstawił raporty o lokalnej sytuacji i zdobywał fundusze oraz rekrutował nowych misjonarzy dla misji w Oceanii. W Rzymie został kluczową postacią w dyskusjach na temat podziału wikariatu apostolskiego Zachodniej Oceanii.
19 lipca 1844 papież Grzegorz XVI mianował go wikariuszem apostolskim Melanezji i Mikronezji - dwóch nowych wikariatów apostolskich powstałych z podziału wikariatu apostolskiego Zachodniej Oceanii. Został również biskupem in partibus infidelium Sionu. 21 lipca 1844 przyjął sakrę biskupią z rąk prefekta Kongregacji Rozkrzewiania Wiary kard. Giacomo Filippo Fransoniego. Współkonsekratorami byli przełożony generalny Zgromadzenia Najświętszych Serc Jezusa i Maryi oraz Wieczystej Adoracji Najświętszego Sakramentu Ołtarza abp Pierre-Dominique-Marcellin Bonamie SSCC oraz biskup Charlottetown Bernard Donald McDonald.
2 lutego 1845 wypłynął z Londynu do Sydney, a następnie wraz z grupą misjonarzy udał się na Melanezję. Początkowo zamierzał osiedlić się na Waigeo, jednak później uznał, że Wyspy Salomona są bardziej odpowiednie.
16 grudnia 1845 zszedł na wyspę Santa Isabel, gdzie lokalny przywódca zażądał jego pierścienia. Po odmowie jego oddania bp Epalle został uderzony od tyłu toporem i okradziony. Udało się go jednak odbić i przetransportować na statek, na którym w wyniku obrażeń zmarł trzy dni później. Dzień później został pochowany na brzegach niezamieszkanej Wyspy św. Jerzego.